# 史蒂芬·佩尔森
卡尔·史蒂芬·埃林·佩尔森（瑞典語：Carl Stefan Erling Persson，瑞典語發音：[ˈsteːfan ˈpæʂɔn]，1947年10月4日—）是一位瑞典商业大亨，时装公司H&M现任董事长和主要股东。根据《福布斯》的报道显示，佩尔森是2013年瑞典最富有的亿万富翁。截至2013年3月他拥有净资产280亿美元，在《福布斯》2019年全球億萬富豪榜中名列第71位，資產為156億美元。

## 生平
H&M由他的父亲Erling Persson于1947年建立。1982年佩尔森从他的父亲那里接手公司，担任公司首席执行官一直到1998年。
根据2012年的彭博亿万富翁指数显示，佩尔森净资产235亿美元，是世界上第十七富有的人。而《福布斯》显示，他净资产260亿美元，是世界第八富有的人。佩尔松还拥有瑞典技术公司Hexagon的大量股权。
史蒂芬·佩尔森及其家族共计拥有H&M 集团4.68亿股B股和1.94亿股A股，相当于公司40%的股本和70.9%的投票权

## 个人生活
佩尔森是非营利性组织导师基金会（Mentor Foundation）的创办人之一，这个组织旨在打击年轻人滥用药物的问题。他是尤尔格丹足球俱乐部的支持者并资助俱乐部。佩尔森喜欢高山滑雪，网球和高尔夫球。他在伦敦，巴黎和斯德哥尔摩拥有私人产业，并于2009年收购了英格兰汉普郡，拥有21栋别墅的林肯霍尔特度假村（Linkenholt）。
佩尔森毕业于斯德哥尔摩大学，现在仍然和妻子Carolyn Denise Persson住在瑞典斯德哥尔摩。他们有三个孩子，2009年他的儿子Karl-Johan Persson接任成为H&M的总裁兼首席执行官，另二個子孩Charlotte Söderström和Tom Persson，還有他的妹妹Lottie Tham，也都是億萬富翁。